# Kingdom Hearts: Melody of Memory
Kingdom Hearts: Melody of Memory is een computerspel dat is ontwikkeld en uitgegeven door Square Enix. Het muziekspel is onderdeel van de spelserie Kingdom Hearts en verscheen in Japan op 11 november 2020 en wereldwijd op 13 november 2020.

## Beschrijving
Het is het veertiende deel in de spelreeks en speelt zich direct af na het voorgaande deel Kingdom Hearts III. In tegenstelling tot eerdere spellen, is Melody of Memory een muziekspel waarbij de spelers knoppen op de maat van de muziek moeten indrukken om hoge scores te krijgen.
De singleplayer-modus heet World Tour en is de verhaallijn van het spel. Er is ook een multiplayer-modus aanwezig waarbij men coöperatief (co-op) speelt, tegen de computer, of een versus-modus om tegen elkaar te spelen.
De gameplay van het spel werd regelmatig vergeleken met die van Theatrhythm Final Fantasy.

## Personages
In het spel zijn ruim 20 personages aanwezig, die zijn verdeeld in vier groepen.
- Team Classic: Sora, Donald Duck en Goofy
- Team Days: Roxas, Xion en Axel
- Team DDD: Riku en twee Dream Eaters
- Team BBS: Aqua, Ventus en Terra

Speelbare Disney-personages zijn onder meer Mickey Mouse, Hercules, Aladdin, Mulan, Beest, Ariel, Simba, Peter Pan en Stitch.

## Ontvangst
| Recensiescore       | Recensiescore                 |
| Recensieverzamelaar | Score                         |
| ------------------- | ----------------------------- |
| Metacritic          | 80% (NS) 75% (PS4) 75% (XONE) |
| Publicist           | Score                         |
| Destructoid         | 7                             |
| Famitsu             | 35/40                         |
| Game Informer       | 8                             |
| IGN                 | 7                             |

Het spel ontving na uitgave positieve recensies en er werden in Japan ruim 22.000 exemplaren verkocht in de eerste week na de release. Men prees de toegankelijkheid van het spel, maar kritiek was er op de oppervlakkige gameplay.